# Melsungen
Melsungen település Németországban, Hessen tartományban. Lakosainak száma 14 107 fő (2023. december 31.).

## Népesség
A település népességének változása:
| Lakosok száma | 13 839 | 13 381 | 13 647 | 13 682 | 13 659 | 13 659 | 13 797 | 13 695 | 13 906 | 14 107 |
|               | 2006   | 2015   | 2016   | 2017   | 2018   | 2019   | 2020   | 2021   | 2022   | 2023   |